# 西原明
西原明（にしはら あきら、1929年 - 2009年4月18日）は、日本のキリスト教聖職者。兵庫県神戸市出身。日本基督教団島之内教会第12代牧師。海外留学の経験より教会の公開に努め、音楽関係・演劇関係・自殺防止の働きなどで多方面と交流があった。特に晩年は自殺防止活動に注力した。

## 経歴
1945年、福岡県中学修猷館を卒業し、1960年 東京神学大学大学院を修了。1961年から1年間、アメリカ合衆国に留学した。1966年より1998年3月31日までの32年間 島之内教会牧師を務める。
2001年 大腸癌と診断され、翌年手術を受けたが、その後再発。「余命1年」と告げられても活動を続ける。2007年2月12日には関西室内楽協会30周年記念演奏会「マタイ受難曲」（いずみホール）へ闘病中ながら参加した。2008年12月14日-18日に、毎日新聞で西原を扱った「がんを生きる～寄り添いびと」が掲載された。
2009年4月18日、死去（80歳）。
没後の2009年7月26日に、「西原先生追悼演奏 島之内教会」が開かれた。

## 島之内小劇場
牧師として在職当時、1968年6月から教会を「島之内小劇場」として文化的活動の会場に提供した。1972年3月から2年間、「島之内寄席」を開催。1974年に状況劇場（唐十郎主宰）の公演「腰巻お仙」が、教会にはふさわしくない、と反対の声が出た。このため信徒ら約60人が出席して総会を開催。西原は「小劇場が続けられないなら私は教会をやめる」とまで発言。激論の末、わずか1票差で、小劇場継続が決まった。1976年12月15日に関西室内楽協会がチャペルコンサートを開き、以降西原が教会を去るまでに214回を数えた（西原の退任日に第214回となる送別演奏会がおこなわれている）。これをもって小劇場活動は30年の歴史に幕を下ろした。演奏会は西原の退任後も続けられたが、2005年11月に教会が一般への貸し出し停止を決めたことに伴い、2005年12月のラストコンサートをもって終了した。

## 自殺防止活動
1978年、教会内に妻の西原由記子と「自殺防止センター（現・大阪自殺防止センター）」を開く。1998年に島之内教会の活動終了後に上京し、日本基督教団シロアム教会内に「東京自殺防止センター」を開設した。